# 福島県道182号磐城守山停車場線
福島県道182号磐城守山停車場線（ふくしまけんどう182ごう いわきもりやまていしゃじょうせん）は、福島県郡山市にある一般県道である。

## 路線概要
- 起点：福島県郡山市田村町岩作字西川原（JR水郡線磐城守山駅前）
- 終点：福島県郡山市田村町守山字中町
- 総延長：242 m[1]
  - 実延長：総延長に同じ
- 路線認定年月日：1959年8月31日[2]

## 通過する自治体
- 福島県
  - 郡山市

## 接続・交差する道路
- 福島県道54号須賀川三春線（田村町守山字中町 終点）

## 沿線
- JR水郡線 磐城守山駅